# Публий Валерий Публикола (консул 475 года до н. э.)
Публий Валерий Публикола (лат. Publius Valerius Publicola; ум. 460 до н. э.) — римский политик и военачальник, консул 475 и 460 до н. э.
Сын Публия Валерия Публиколы.
В 492 до н. э. был послан вместе с Луцием Геганием, братом консула Тита Гегания Мацерина, для закупки зерна на Сицилию, так как в Риме начинался голод. Проведя зиму у тирана Гелона, они летом следующего года вернулись в Рим, привезя около двух тысяч тонн пшеницы, половина которой была куплена за весьма умеренную цену, а половина передана тираном в дар, и даже доставлена за его счет.
В консульство 475 до н. э. разгромил войско сабинов и вейентов в битве при Вейях. В 471 до н. э., в ходе полемики по поводу принятия закона Публилия Волерона, убедил сенат пойти на уступки плебеям и позволить вынести законопроект на рассмотрение народного собрания. В 462 до н. э. в качестве интеррекса провел консульские выборы.
В 460 до н. э. был консулом второй раз. В тот год Аппий Гердоний с отрядом изгнанников, клиентов и рабов овладел Капитолием и пытался захватить Рим. Валерий Публикола возглавил подавление мятежа, преодолев сопротивление плебейских трибунов благодаря обещанию позволить комициям голосовать по проекту закона Терентилия. Руководил штурмом Капитолия и был убит в схватке у ворот храма Юпитера.